# Conjunto Arquitetônico do Distrito de Aldeia
O Conjunto Arquitetônico do Distrito de Aldeia é um bem tombado localizado no município de Acorizal, no Mato Grosso.
Foi tombado como Patrimônio Histórico, Artístico e Cultural de Mato Grosso em 2014 através da portaria n.° 018/2014 publicada em 31 de março daquele ano. A área de tombamento compreende as casas fixadas nas Ruas Nossa Senhora de Santana, Antonio Padilha da Costa e Barnabé Padilha da Costa, formada por 21 casas, uma Praça situada em frente a Igreja de Nossa Senhora da Conceição, tendo como área de entorno 50m² (cinqüenta metros quadrados) de visibilidade e ambiência.